# 秦豊
秦 豊（はた ゆたか、1925年2月6日 - 2003年7月29日）は、日本のニュースキャスター、政治家。参議院議員（2期）。

## 経歴
1925年愛媛県西条市に生まれる。1945年旧制関西大学専門部経済学科中退、NHKに入局し記者、アナウンサーとなる。
1950年レッドパージによりNHKを退職。翌1951年ラジオ九州入社。1957年同局で日米会談特派員、報道課長、制作部長、論説委員などを歴任。
1966年文化放送ニュースキャスター。1967年4月 - 1971年3月日本教育テレビニュースキャスター。夕方のANNニュース→ANN 夜のワイドニュースメインキャスター。1972年5月日本教育テレビの沖縄復帰記念式典中継特別番組の司会を務める。

### 政歴
1974年7月第10回参議院議員通常選挙全国区に日本社会党公認で立候補し初当選（第12位、得票784119）。
1977年3月28日田英夫、楢崎弥之助、阿部昭吾とともに社会党の院内会派を離脱し、新会派「社会クラブ」を結成。同年12月の社会党大会後、「社会クラブ」参加議員が離党し除名処分。1978年3月26日 社会民主連合を結成。副書記長に就任。
1980年6月第12回参議院議員通常選挙全国区に社民連公認で立候補し落選するも直ちに繰り上げ当選（第51位、得票627272）。これは第21位で当選した民社党の向井長年が投開票日当日に急逝、当選者が1名欠けたため即日繰り上げ当選となったためである。同月、社民連国会対策委員長に就任。
1982年8月から、1983年7月の第13回参議院議員通常選挙に向け、田は社民連と統一院内会派（新政クラブ）を組んでいた新自由クラブと選挙協力する方針を打ち出し、新自由クラブとの交渉に入った。秦はこの動きに反発し、同年11月30日、社民連を離党、無所属となる。
1983年7月11日サラリーマン新党、第二院クラブと院内会派「参議院の会」を結成。
1985年12月23日「参議院の会」を退会し、院内会派「民社党・国民連合」に入会。間もなく民社党に入党。1986年7月 第14回参議院議員通常選挙・東京都選挙区に民社党公認で立候補し落選（第7位、得票351529）、政界から引退。

### 政界引退後
政界引退後はフリーの司会者として活動した。1993年食道癌を宣告され闘病生活、のち回復。1995年春の叙勲で勲二等瑞宝章受章。
1999年マルチ商法のイベントの司会をしていたことが発覚し問題となる。
2003年7月29日、肺炎のため東京都新宿区の病院で死去、78歳。死没日をもって従四位に叙される。

## 人物・主張
- 「ANN 夜のワイドニュース」のメインキャスターを務める。番組冒頭で必ず「（こんばんは!!）秦豊でございます」と名乗り、ニュースに関する自分の意見を表明し、ゲストと議論するなど、ニュースそのものよりもニュースキャスターの個性が前面に出る現在の夜の最終版ワイドニュース番組のスタイルを作った。こうしたスタイルはテレビ朝日の「ニュースステーション」（久米宏）や「報道ステーション」（古舘伊知郎）、TBSの「筑紫哲也 NEWS23」にそのまま引き継がれている。
- レッドパージによりNHKを去ることを余儀なくされ、RKB毎日放送で自身が制作したテレビドラマ「ひとりっ子」（「東芝日曜劇場」枠で放送予定だった）が、その内容が左派に偏向していることを理由に放送中止に追い込まれるなど、左派のマスコミ人として知られていた。
- 「ANN 夜のワイドニュース」でも自民党に批判的で社会党などの野党に好意的な報道姿勢を取っているとして国会で自民党議員からたびたび槍玉に挙げられていた。
- 社会党では右派で、田英夫、楢崎弥之助、久保亘とともに「社会党右派の四人組」と言われた[要出典]。
- 同じくニュースキャスター出身の田と政党を結成し話題になる。社民連では副書記長・国会対策委員長を務めたが、通常は専ら党のスポークスマン役であった。
- 安全保障、防衛、外交問題を専門としていた。護憲などを掲げてはいたものの、その意見は社会党よりも民社党の主張に近かった[要出典]。
- 国会質問内で昭和天皇を「裕仁氏」と呼んだり、天皇の国事行為や靖国神社参拝について執拗に質問するなどしたが、皇室に冷淡な姿勢はとっておらず、1995年に勲二等瑞宝章を受章した際の宮中伝達式でも大いに喜んでいた[要出典]。
- 柔道四段。

## 出演番組
- ANN 夜のワイドニュース（NETテレビ）
- キャスター（文化放送）
- ワールドホットライン（文化放送）

## 受賞歴
- 民間放送連盟民放大賞報道活動奨励賞
- ラジオ・テレビ記者会賞

## 著書
- 『隠しマイクのアメリカ : 放送記者八十七日の記録』春陽堂書店、1958年5月15日。NDLJP:2986394。
- 『赤い国の素顔 写真・ソビエトのくらしと放送』内田老鶴圃〈老鶴圃新書〉、1962年2月5日。NDLJP:2976156。
- 『これが世界の民衆だ 革命と酒と笑いと』講談社〈ミリオン・ブックス〉、1964年1月31日。NDLJP:2977338。（高瀬広居との共著）
- 『変化球はいらない 政治浪漫』毎日新聞社、1979年11月30日。NDLJP:12258916。
- 『紙礫の政治学 核軍拡へのフラッシュ・クエッション』技術と人間、1984年7月25日。NDLJP:12016694。
- 『挫けざる日々 私の食道癌戦記』技術と人間、1996年。ISBN 4-7645-0107-4。

## 関連書籍
- 『平和 なにを、いかにして守るのか』（21世紀の日本を考える 5時間闘論） 1985年 未來社
  - 1984年6月24日、11の独立UHF局をネットして生放送された討論番組の記録本。朝まで生テレビ!（テレビ朝日系）の前身番組とされる。